# Jeanne Dekkers
Jeanne Dekkers (Venlo, 1953) is een Nederlandse architecte en hoogleraar aan de Technische Universiteit Eindhoven.

## Biografie
Jeanne Dekkers studeerde  aan de Technische Hogeschool Eindhoven, waar zij in 1978 het diploma behaalde. Na haar studie werkte ze voor EGM architecten waar zij vanaf 1988 directielid was. In januari 1998 richtte ze haar eigen architectenbureau Jeanne Dekkers Architectuur op, in Delft. In 2010 werd Dekkers benoemd tot hoogleraar aan de Technische Universiteit Eindhoven. Op 25 april 2012 werd Dekkers ridder in de Orde van Oranje-Nassau.
In 2000 ontwierp ze het Limburgs Museum in Venlo. Ze was onder andere verantwoordelijk voor het ontwerpen van het Opleidingsinstituut Zorg & Welzijn op het terrein van de Vrije Universiteit Amsterdam, politiekantoor in Nijmegen, stadhuis van Beverwijk en het in 2013 opgeleverde kantoor van Deltares in Delft.
In 2014 opende ze het architectuurplatform Sense & Care, waarin de zintuiglijke beleving centraal staat.